# Xenotilapia melanogenys
Xenotilapia melanogenys – gatunek słodkowodnej ryby z rodziny pielęgnicowatych (Cichlidae). Hodowana w akwariach.

## Występowanie
Gatunek endemiczny jeziora Tanganika w Afryce Wschodniej.

## Opis
Ciało wydłużone, bocznie spłaszczone, o różnorodnym ubarwieniu, szczególnie atrakcyjne w okresie godowym. Szeroki, duży otwór gębowy. Osiągają do 15 cm długości.

## Warunki w akwarium
| Zalecane warunki w akwarium | Zalecane warunki w akwarium    |
| --------------------------- | ------------------------------ |
| Zbiornik                    | minimum 150 cm piaszczyste dno |
| Temperatura wody            | 25–28 °C                       |
| Twardość wody               | twarda 8–25°n                  |
| Skala pH                    | 7,5–8,5                        |
| Pokarm                      | żywy, mrożony i suchy          |

## Rozmnażanie
Ryby spokojne, agresywne jedynie w okresie rozrodu. Tworzą grupy haremowe. Samica składa do 60 ziaren ikry. Xenotilapia melanogenys jest gębaczem – po zapłodnieniu ikra jest inkubowana w pysku samicy. Po 3 dniach narybek zaczyna pływać samodzielnie.